# Ray Monk
Ray Monk, né le 15 février 1957, est un philosophe britannique, professeur de philosophie à l'université de Southampton, où il enseigne des 1992 à 2018. Il est surtout connu pour ses ouvrages biographiques sur Ludwig Wittgenstein, Bertrand Russell et J. Robert Oppenheimer. 

## Carrière
Ray Monk a remporté en 1990 le prix John Llewellyn Rhys  et en 1991 le prix Duff Cooper pour sa biographie Ludwig Wittgenstein: The Duty of Genius (en français : Ludwig Wittgenstein: le devoir de génie). Il s'intéresse particulièrement à la philosophie des mathématiques, l'histoire de la philosophie analytique,  et aux aspects philosophiques de l'écriture biographique. Sa biographie de Robert Oppenheimer est publiée en 2012.

## Œuvres
- Ludwig Wittgenstein: The Duty of Genius. London: Vintage, 1991. Traduction française: Ludwig Wittgenstein: le devoir de génie, Paris, Flammarion, 2009
- Bertrand Russell: The Spirit of Solitude 1872–1921. London: Vintage, 1996.
- Russell. London: Weidenfeld & Nicolson, 1997.
- Bertrand Russell: The Ghost of Madness 1921–1970. London: Vintage, 2001.
- How to Read Wittgenstein? London: Granta, 2005.
- Inside the Centre: the Life of J. Robert Oppenheimer. London: Jonathan Cape, 2012